# Heriberto Herrera
Heriberto Herrera Udrizar (Guarambaré, 24 de abril de 1926-Asunción, 26 de julio de 1996) fue un futbolista y director técnico paraguayo. Fue artífice del seleccionado paraguayo que ganó el Campeonato Sudamericano 1953, siendo escogido como el «mejor jugador del torneo».
Como entrenador fue apodado «El Sargento de Hierro» y se caracterizaba por tener un carácter severo e inflexible, además defendía una rígida disciplina táctica y de comportamiento, vinculó su nombre con el credo futbolístico del movimiento, el paraguayo anticipó conceptos que luego fueron llevados al primer plano del fútbol mundial por el Holanda del 74 y que luego denominarían «fútbol total» como presionar, la ausencia de posiciones fijas en el terreno de juego y el continuo movimiento sin balón de los jugadores. Encontró la aplicación más fructífera de estos conceptos en la llamada «Juve Operaia» de los años 60.
Herrera era un defensa central sobrio, seguro, disciplinado, muy veloz y excelente en el juego aéreo. Se le puso el apelativo de «Tijeras» durante su trayectoria como jugador.
Coloquialmente fue apodado «HH2», para distinguirlo del más conocido colega suyo, Helenio Herrera, este último ya conocido como «HH».

## Trayectoria como jugador

#### Inicios
Sus inicios futbolísticos fueron en el Teniente Fariña de Guarambaré, es donde se inició aclarando cualquier duda existente, haciendo su debut como profesional en el Nacional de Asunción en 1947.

#### Atlético de Madrid
Heriberto se proclama campeón con la selección de fútbol de Paraguay en el Campeonato Sudamericano 1953 y de una tacada aparecen cuatro nuevos jugadores para engrosar las filas del Atlético de Madrid. Sus nombres son, los paraguayos Adolfo Riquelme, Atilio López, el chileno Paco Molina y entre ellos, Heriberto Herrera.
Aunque todo parecía que iba de bien a mejor para Herrera, no fue como esperaba, pues se lesionó en una de sus rodillas en un amistoso jugado ante el Stade Français (3-1), en septiembre. Días después, el 16 de octubre de 1955, se estrenaba en el derbi capitalino; era su primer encuentro de estas características, y, a la par, el primero de Alfredo Di Stéfano como madridista. El resultado es franco para los rojiblancos (3-2)
cuando Herrera, que reaparecía, y en un intento de cesión a su portero, propicia el tanto del empate visitante: golpeó el balón hacia su portero, pero éste quedó frenado en un charco en tierra de nadie, y eso lo aprovechó La Saeta para igualar el tanteador.
Jugó un total de 88 partidos entre liga, copa y competiciones internacionales, completando seis temporadas y 7920 minutos en cancha con el club madridista.

#### Selección de Paraguay
Con la selección de fútbol de Paraguay destacó en la Copa América 1953, torneo en el que fue proclamado mejor jugador del campeonato.

#### Selección de España
La normativa de la FIFA permitía en aquel entonces que un futbolista jugara en más de una selección, por lo que, tras haber sido alineado por la selección de fútbol de Paraguay, Herrera jugó también con la selección de fútbol de España en una ocasión. Fue en un partido clasificatorio para la Copa Mundial de Fútbol de 1958 disputado en Madrid, el 10 de marzo de 1957 entre las selecciones de España y Suiza que finalizó 2-2.

#### Participaciones en Copas América
| Torneo                       | Sede | Resultado | Partidos | Goles |
| ---------------------------- | ---- | --------- | -------- | ----- |
| Campeonato Sudamericano 1953 | Perú | Campeón   | 5        | 0     |

## Clubes como jugador
| Club               | País     | Período   |
| ------------------ | -------- | --------- |
| Nacional           | Paraguay | 1947-1953 |
| Atlético de Madrid | España   | 1953-1959 |

## Trayectoria como entrenador
«No quiero llamarlo dictador, pero casi...»
Gianfranco Zigoni, 2008

Una vez retirado como futbolista, Herrera inició una larga trayectoria como entrenador, su carrera en el banquillo comenzó donde había terminado su carrera futbolística, en suelo ibérico, liderando en la primera mitad de la década de 1960 a equipos de segunda categoría como Rayo Vallecano, CD Tenerife, Granada CF, Real Valladolid, RCD Espanyol y sobre todo al Elche CF, donde se consolidó su creciente fama.

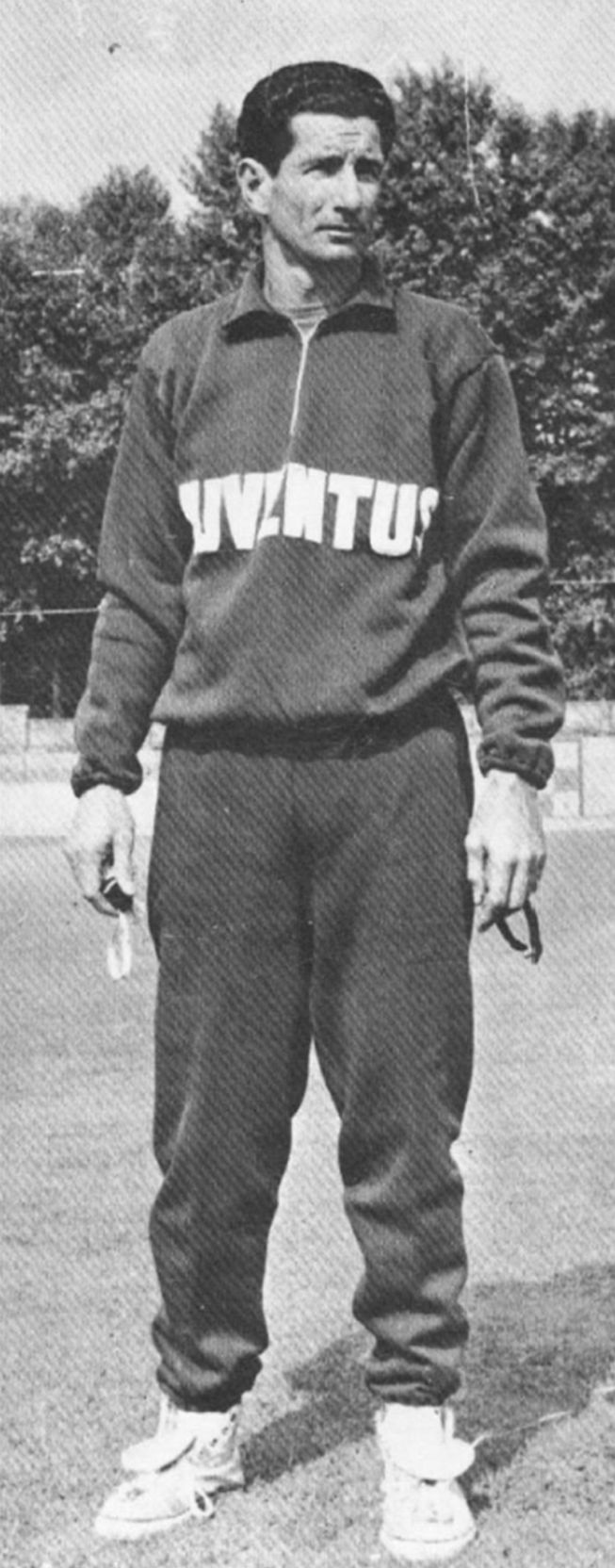

Los buenos resultados conseguidos en los campeonatos de España facilitaron su llegada a Italia, siendo designado en 1964 como nuevo entrenador de la Juventus de Turín, finalizando así la búsqueda de un entrenador testarudo e intransigente, para recuperar la disciplina en un vestuario algo insubordinado.

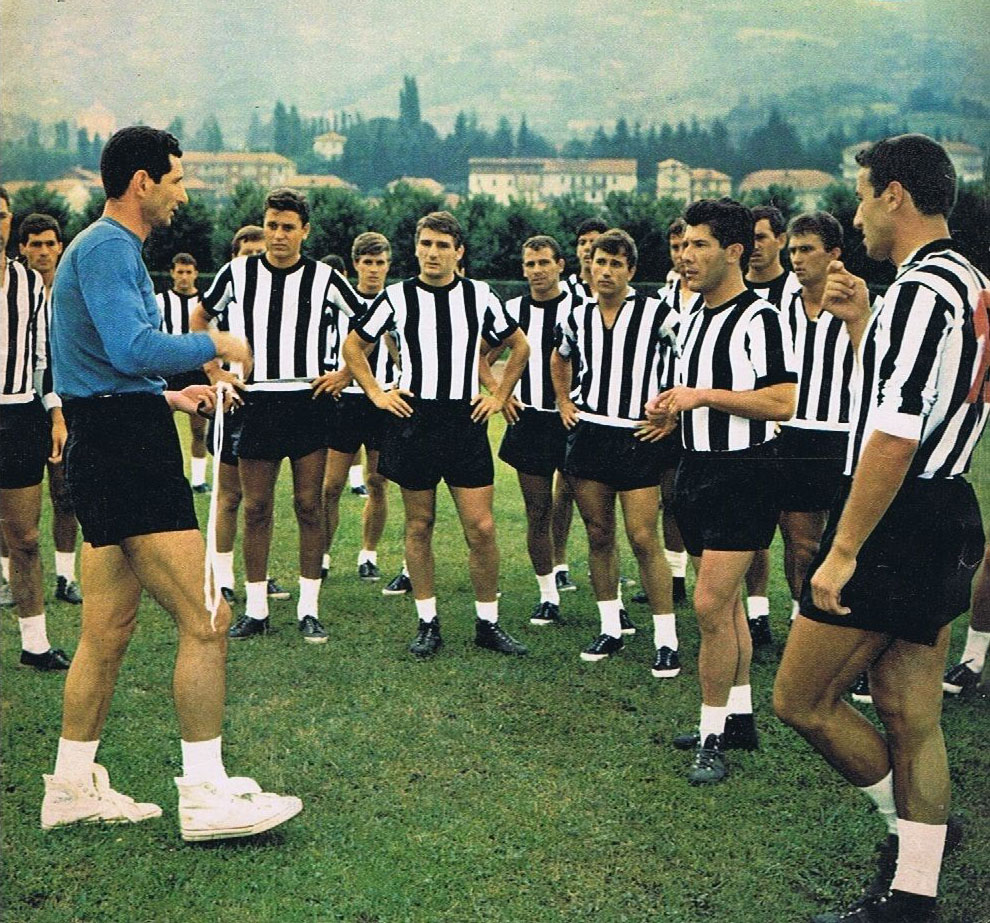
En una sesión de entrenamiento con la Juventus de Turín.

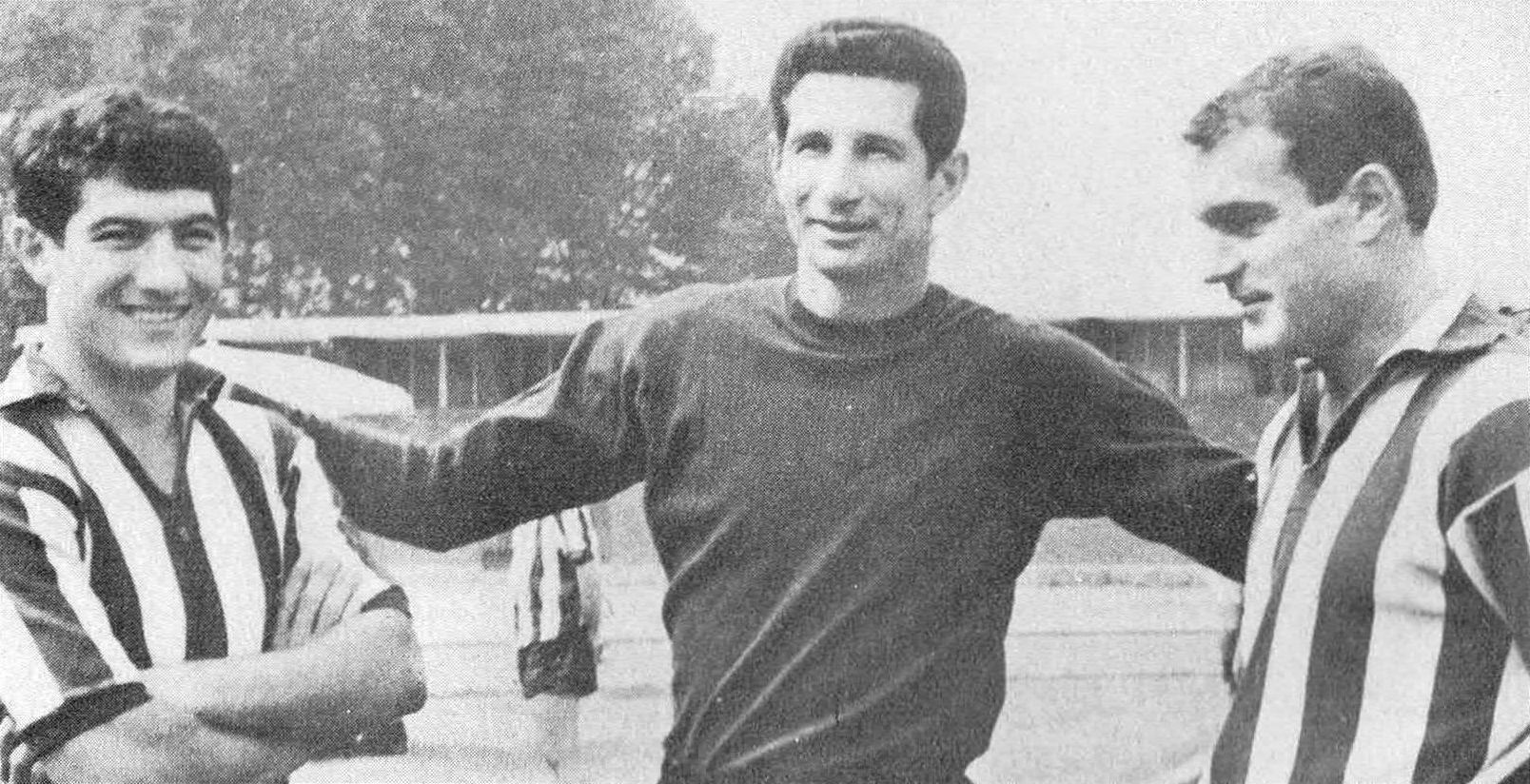
En la temporada de 1966-67 dirigiendo a la Juventus de Turín.

Herrera se mantendrá al frente de los bianconeri hasta 1969, ganando el Scudetto 1966/67 con una Juve Operaia sin un campeón ─que se mantuvo en la memoria para adelantar en el último día de un crepúsculo Grande Inter─
 y anteriormente, la Copa Italia 1964-65, también a costa de los nerazzurri; también llevó a los piamonteses a la final de la Copa de Ferias 1965-66 y, por primera vez, a la semifinal de la Copa de Campeones de Europa 1967-68.
Sin embargo, con el tiempo, la escuadra de la Juventus se mostró cada vez más intolerante hacia la visión de HH2 , culpable a ojos de la afición de haber "democratizado" al aristocrático club saboyano ─no se le perdonará, en particular, el respaldo de la venta de Omar Sívori, un cabezón caprichoso del todo fiel a la disciplina exigida por el paraguayo─, para que en 1969 pasara a los rivales del Inter de Milán, que entrenará hasta principios de los 1970-71. Al frente de la Juventus de Turín ganó una Serie A y una Copa de Italia.
El exfutbolista Bruno Mazzia, quien fue dirigido por Herrera, retrata la seriedad del paraguayo al momento de ejercer su trabajo en los entrenamientos: 

«Es un hombre coherente que no conoce recesiones. Al menos en el trabajo. He conocido y apreciado con el tiempo a otros entrenadores, Parola, Lorenzo, por dar ejemplos, pero nadie ha tenido tanto respeto por la palabra "entrenamiento"
Para don Heriberto no hay un pequeño juego que se burle. No hay razón por la cual es correcto.»

Herrera ocupa el cuarto lugar en mayoría de partidos como entrenador de la Juventus, con 162 (Giovanni Trapattoni es el primero con 402 partidos).
Como entrenador del Inter de Milán, llevó al equipo al segundo puesto en la temporada 1969-70 de la Serie A.

## Clubes como entrenador
Durante más de dos décadas ejerciendo como director técnico, dirigió a los siguientes equipos:
| Club              | País   | Período   |
| ----------------- | ------ | --------- |
| C. D. Tenerife    | España | 1960-1961 |
| Granada C. F.     | España | 1961-1962 |
| Real Valladolid   | España | 1962      |
| R. C. D. Español  | España | 1962-1963 |
| Elche C. F.       | España | 1963-1964 |
| Juventus de Turín | Italia | 1964-1969 |
| Inter de Milán    | Italia | 1969-1971 |
| Sampdoria         | Italia | 1971-1973 |
| Atalanta          | Italia | 1974-1975 |
| U. D. Las Palmas  | España | 1975-1976 |
| Valencia C. F.    | España | 1976-1977 |
| R. C. D. Español  | España | 1977-1978 |
| U. D. Las Palmas  | España | 1981-1982 |

## Palmarés como entrenador
| Título         | Club              | País   | Año     |
| -------------- | ----------------- | ------ | ------- |
| Serie A        | Juventus de Turín | Italia | 1966-67 |
| Copa de Italia | Juventus de Turín | Italia | 1964-65 |